# Bảng chữ cái Hy Lạp
Bảng chữ cái Hy Lạp (Tiếng Hy Lạp: "Ελληνικό αλφάβητο" - Elleniká alphábeto) là hệ thống 24 ký tự được dùng để viết tiếng Hy Lạp từ cuối thế kỷ thứ IX trước Công nguyên hoặc đầu thế kỷ thứ VIII trước Công nguyên. Theo nghĩa hẹp đây là bảng chữ cái đầu tiên và lâu đời ghi mỗi nguyên âm và phụ âm bằng một biểu tượng riêng. Nó cũng được sử dụng như vậy cho đến ngày nay. Những chữ cái này cũng được dùng trong bảng số Hy Lạp từ thế kỷ thứ II trước Công nguyên.
Bảng chữ cái Hy Lạp được kế thừa từ Bảng chữ cái Phoenicia, và nó không hề liên quan đến hệ thống chữ viết trước của Hy Lạp là Linear B hay Cypriot. Nó cũng là nền tảng cho nhiều bảng chữ cái khác ở châu Âu và Trung Đông, bao gồm cả hệ chữ Kirin (Được Nga sử dụng) và bảng chữ cái Latinh. Ngoài việc được sử dụng để viết tiếng Hy Lạp hiện đại, ngày nay các chữ cái này cũng được dùng như những biểu tượng Toán và khoa học, Vật lý hạt trong Vật lý, hay tên các ngôi sao, tên của các cơn bão nhiệt đới siêu cấp và trong những mục đích khác, chẳng hạn như hóa học...

## Ký tự chính
Dưới đây là bảng chữ cái Hy Lạp, cùng với dạng của nó sau khi đã chuyển tự. Bảng này cũng cung cấp các ký tự Phoenicia tương ứng với mỗi chữ cái Hy Lạp. Phát âm sử dụng Bảng mẫu tự phiên âm quốc tế.
| Chữ cái | Chữ cái Phoenicia tương ứng         | Tên       | Tên                 | Tên                     | Tên                   | Chuyển tự           | Chuyển tự             | Phát âm                                                | Phát âm               | Số tương ứng |
| Chữ cái | Chữ cái Phoenicia tương ứng         | Tiếng Anh | Tiếng Hy Lạp cổ đại | Tiếng Hy Lạp (Trung cổ) | Tiếng Hy Lạp hiện đại | Tiếng Hy Lạp cổ đại | Tiếng Hy Lạp hiện đại | Tiếng Hy Lạp cổ                                        | Tiếng Hy Lạp hiện đại | Số tương ứng |
| ------- | ----------------------------------- | --------- | ------------------- | ----------------------- | --------------------- | ------------------- | --------------------- | ------------------------------------------------------ | --------------------- | ------------ |
| Α α     | Aleph                               | Alpha     | ἄλφα                | ἄλφα                    | άλφα                  | a                   | a                     | [a] [aː]                                               | [a]                   | 1            |
| Β β     | Beth                                | Beta      | βῆτα                | βῆτα                    | βήτα                  | b                   | v                     | [b]                                                    | [v]                   | 2            |
| Γ γ     | Gimel                               | Gamma     | γάμμα               | γάμμα                   | γάμμα γάμα            | g                   | gh, g, j              | [g]                                                    | [ɣ], [ʝ]              | 3            |
| Δ δ     | Daleth                              | Delta     | δέλτα               | δέλτα                   | δέλτα                 | d                   | d, dh, th             | [d]                                                    | [ð]                   | 4            |
| Ε ε     | He                                  | Epsilon   | εἶ                  | ἒ ψιλόν                 | έψιλον                | e                   | e                     | [e]                                                    | [e]                   | 5            |
| Ζ ζ     | Zayin                               | Zeta      | ζῆτα                | ζῆτα                    | ζήτα                  | z                   | z                     | [zd] (hay [[Zeta (chữ)#Phát âm\|[dz]]]) sau đó là [zː] | [z]                   | 7            |
| Η η     | Heth                                | Eta       | ἦτα                 | ἦτα                     | ήτα                   | e, ē                | i                     | [ɛː]                                                   | [i]                   | 8            |
| Θ θ     | Teth                                | Theta     | θῆτα                | θῆτα                    | θήτα                  | th                  | th                    | [tʰ]                                                   | [θ]                   | 9            |
| Ι ι     | Yodh                                | Iota      | ἰῶτα                | ἰῶτα                    | ιώτα γιώτα            | i                   | i                     | [i] [iː]                                               | [i], [ʝ]              | 10           |
| Κ κ     | Kaph                                | Kappa     | κάππα               | κάππα                   | κάππα κάπα            | k                   | k                     | [k]                                                    | [k], [c]              | 20           |
| Λ λ     | Lamedh                              | Lambda    | λάβδα               | λάμβδα                  | λάμδα λάμβδα          | l                   | l                     | [l]                                                    | [l]                   | 30           |
| Μ μ     | Mem                                 | Mu        | μῦ                  | μῦ                      | μι μυ                 | m                   | m                     | [m]                                                    | [m]                   | 40           |
| Ν ν     | Nun                                 | Nu        | νῦ                  | νῦ                      | νι νυ                 | n                   | n                     | [n]                                                    | [n]                   | 50           |
| Ξ ξ     | Samekh                              | Xi        | ξεῖ                 | ξῖ                      | ξι                    | x                   | x, ks                 | [ks]                                                   | [ks]                  | 60           |
| Ο ο     | 'Ayin                               | Omicron   | οὖ                  | ὂ μικρόν                | όμικρον               | o                   | o                     | [o]                                                    | [o]                   | 70           |
| Π π     | Pe                                  | Pi        | πεῖ                 | πῖ                      | πι                    | p                   | p                     | [p]                                                    | [p]                   | 80           |
| Ρ ρ     | Resh                                | Rho       | ῥῶ                  | ῥῶ                      | ρω                    | r (ῥ: rh)           | r                     | [r], [r̥]                                               | [r]                   | 100          |
| Σ σ ς   | Sin                                 | Sigma     | σῖγμα               | σῖγμα                   | σίγμα                 | s                   | s                     | [s]                                                    | [s]                   | 200          |
| Τ τ     | Taw                                 | Tau       | ταῦ                 | ταῦ                     | ταυ                   | t                   | t                     | [t]                                                    | [t]                   | 300          |
| Υ υ     | Waw                                 | Upsilon   | ὖ                   | ὖ ψιλόν                 | ύψιλον                | u, y                | y, v, f               | [y] [yː] (earlier [ʉ] [ʉː])                            | [i]                   | 400          |
| Φ φ     | nguồn gốc tranh cãi (Xem trong bài) | Phi       | φεῖ                 | φῖ                      | φι                    | ph                  | f                     | [pʰ]                                                   | [f]                   | 500          |
| Χ χ     | nguồn gốc tranh cãi (Xem trong bài) | Chi       | χεῖ                 | χῖ                      | χι                    | ch                  | ch, kh                | [kʰ]                                                   | [x], [ç]              | 600          |
| Ψ ψ     | nguồn gốc tranh cãi (Xem trong bài) | Psi       | ψεῖ                 | ψῖ                      | ψι                    | ps                  | ps                    | [ps]                                                   | [ps]                  | 700          |
| Ω ω     | 'Ayin                               | Omega     | ὦ                   | ὦ μέγα                  | ωμέγα                 | o, ō                | o                     | [ɔː]                                                   | [o]                   | 800          |

## Ký tự không được dùng nữa
Những chữ cái sau đây không nằm trong bảng chữ cái Hy Lạp tiêu chuẩn, nhưng đã được sử dụng vào thời tiền cổ và trong một số thổ ngữ nhất định. Những chữ cái: digamma, stigma, heta, san, koppa, sampi, sho; cũng được sử dụng trong bảng số Hy Lạp.
| Chữ cái   | Chữ cái Phoenicia tương ứng | Tên       | Tên                 | Tên                   | Chuyển tự | Phát âm | Số tương ứng |
| Chữ cái   | Chữ cái Phoenicia tương ứng | Tiếng Anh | Tiếng Hy Lạp cổ đại | Tiếng Hy Lạp trung cổ | Chuyển tự | Phát âm | Số tương ứng |
| --------- | --------------------------- | --------- | ------------------- | --------------------- | --------- | ------- | ------------ |
| ( xen kẽ) | Waw                         | Digamma   | ϝαῦ                 | δίγαμμα               | w         | [w]     | 6            |
| Stigma    |                             | Stigma    | -                   | στῖγμα                | st        | [st]    | 6            |
| Heta      | Heth                        | Heta      | ἧτα                 | ήτα                   | h         | [h]     | -            |
| San       | Tsade                       | San       | ϻάν                 | σάν                   | s         | [ŝ]     | -            |
| ( xen kẽ) | Qoph                        | Koppa     | ϙόππα               | κόππα                 | q         | [q]     | 90           |
| ( xen kẽ) | Tsade                       | Sampi     | -                   | σαμπῖ                 | ss        | [š]     | 900          |
| Sho       | Tsade                       | Sho       | -                   | -                     | sh        | [š]     | -            |

| Bảng Unicode chữ Hy Lạp và Copt Official Unicode Consortium code chart: Greek and Coptic Version 13.0 |   |   |   |   |   |   |   |   |   |   |   |   |   |   |   |   |
| | 0 | 1 | 2 | 3 | 4 | 5 | 6 | 7 | 8 | 9 | A | B | C | D | E | F |
| U+037x                                                                                                | Ͱ | ͱ | Ͳ | ͳ | ʹ | ͵ | Ͷ | ͷ |   |   | ͺ | ͻ | ͼ | ͽ | ; | Ϳ |
| U+038x                                                                                                |   |   |   |   | ΄ | ΅ | Ά | · | Έ | Ή | Ί |   | Ό |   | Ύ | Ώ |
| U+039x                                                                                                | ΐ | Α | Β | Γ | Δ | Ε | Ζ | Η | Θ | Ι | Κ | Λ | Μ | Ν | Ξ | Ο |
| U+03Ax                                                                                                | Π | Ρ |   | Σ | Τ | Υ | Φ | Χ | Ψ | Ω | Ϊ | Ϋ | ά | έ | ή | ί |
| U+03Bx                                                                                                | ΰ | α | β | γ | δ | ε | ζ | η | θ | ι | κ | λ | μ | ν | ξ | ο |
| U+03Cx                                                                                                | π | ρ | ς | σ | τ | υ | φ | χ | ψ | ω | ϊ | ϋ | ό | ύ | ώ | Ϗ |
| U+03Dx                                                                                                | ϐ | ϑ | ϒ | ϓ | ϔ | ϕ | ϖ | ϗ | Ϙ | ϙ | Ϛ | ϛ | Ϝ | ϝ | Ϟ | ϟ |
| U+03Ex                                                                                                | Ϡ | ϡ | Ϣ | ϣ | Ϥ | ϥ | Ϧ | ϧ | Ϩ | ϩ | Ϫ | ϫ | Ϭ | ϭ | Ϯ | ϯ |
| U+03Fx                                                                                                | ϰ | ϱ | ϲ | ϳ | ϴ | ϵ | ϶ | Ϸ | ϸ | Ϲ | Ϻ | ϻ | ϼ | Ͻ | Ͼ | Ͽ |

| Bảng Unicode chữ Hy Lạp mở rộng Official Unicode Consortium code chart: Greek Extended Version 13.0 |   |   |   |   |   |   |   |   |   |   |   |   |   |   |   |   |
| | 0 | 1 | 2 | 3 | 4 | 5 | 6 | 7 | 8 | 9 | A | B | C | D | E | F |
| U+1F0x                                                                                              | ἀ | ἁ | ἂ | ἃ | ἄ | ἅ | ἆ | ἇ | Ἀ | Ἁ | Ἂ | Ἃ | Ἄ | Ἅ | Ἆ | Ἇ |
| U+1F1x                                                                                              | ἐ | ἑ | ἒ | ἓ | ἔ | ἕ |   |   | Ἐ | Ἑ | Ἒ | Ἓ | Ἔ | Ἕ |   |   |
| U+1F2x                                                                                              | ἠ | ἡ | ἢ | ἣ | ἤ | ἥ | ἦ | ἧ | Ἠ | Ἡ | Ἢ | Ἣ | Ἤ | Ἥ | Ἦ | Ἧ |
| U+1F3x                                                                                              | ἰ | ἱ | ἲ | ἳ | ἴ | ἵ | ἶ | ἷ | Ἰ | Ἱ | Ἲ | Ἳ | Ἴ | Ἵ | Ἶ | Ἷ |
| U+1F4x                                                                                              | ὀ | ὁ | ὂ | ὃ | ὄ | ὅ |   |   | Ὀ | Ὁ | Ὂ | Ὃ | Ὄ | Ὅ |   |   |
| U+1F5x                                                                                              | ὐ | ὑ | ὒ | ὓ | ὔ | ὕ | ὖ | ὗ |   | Ὑ |   | Ὓ |   | Ὕ |   | Ὗ |
| U+1F6x                                                                                              | ὠ | ὡ | ὢ | ὣ | ὤ | ὥ | ὦ | ὧ | Ὠ | Ὡ | Ὢ | Ὣ | Ὤ | Ὥ | Ὦ | Ὧ |
| U+1F7x                                                                                              | ὰ | ά | ὲ | έ | ὴ | ή | ὶ | ί | ὸ | ό | ὺ | ύ | ὼ | ώ |   |   |
| U+1F8x                                                                                              | ᾀ | ᾁ | ᾂ | ᾃ | ᾄ | ᾅ | ᾆ | ᾇ | ᾈ | ᾉ | ᾊ | ᾋ | ᾌ | ᾍ | ᾎ | ᾏ |
| U+1F9x                                                                                              | ᾐ | ᾑ | ᾒ | ᾓ | ᾔ | ᾕ | ᾖ | ᾗ | ᾘ | ᾙ | ᾚ | ᾛ | ᾜ | ᾝ | ᾞ | ᾟ |
| U+1FAx                                                                                              | ᾠ | ᾡ | ᾢ | ᾣ | ᾤ | ᾥ | ᾦ | ᾧ | ᾨ | ᾩ | ᾪ | ᾫ | ᾬ | ᾭ | ᾮ | ᾯ |
| U+1FBx                                                                                              | ᾰ | ᾱ | ᾲ | ᾳ | ᾴ |   | ᾶ | ᾷ | Ᾰ | Ᾱ | Ὰ | Ά | ᾼ | ᾽ | ι | ᾿ |
| U+1FCx                                                                                              | ῀ | ῁ | ῂ | ῃ | ῄ |   | ῆ | ῇ | Ὲ | Έ | Ὴ | Ή | ῌ | ῍ | ῎ | ῏ |
| U+1FDx                                                                                              | ῐ | ῑ | ῒ | ΐ |   |   | ῖ | ῗ | Ῐ | Ῑ | Ὶ | Ί |   | ῝ | ῞ | ῟ |
| U+1FEx                                                                                              | ῠ | ῡ | ῢ | ΰ | ῤ | ῥ | ῦ | ῧ | Ῠ | Ῡ | Ὺ | Ύ | Ῥ | ῭ | ΅ | ` |
| U+1FFx                                                                                              |   |   | ῲ | ῳ | ῴ |   | ῶ | ῷ | Ὸ | Ό | Ὼ | Ώ | ῼ | ´ | ῾ |   |